# Monumento Natural da Pedreira do Avelino
O Monumento Natural da Pedreira do Avelino é uma jazida de com uma área de cerca de 150 m2, onde foram identificadas pegadas de saurópodes, datada ao Jurássico Superior (140-130 milhões de anos).
O monumento localiza-se no Zambujal, perto de Sesimbra.
Os trilhos deixados por esses herbívoros quadrúpedes são visiveis numa camada de calcário compacto, com cerca de 60 cm de espessura, inclinada a 30º para norte.
As pegadas terão ficado impressas num período em que junto de lagoas maritimas prosperava a vegetação, mantendo-se acumulações de água que atraíam dinossáurios herbívoros e carnívoros.
Nesse momento os sedimentos encontravam-se ainda dotados de alguma plasticidade mas já suficientemente consolidados, pelo que a pata do dinossauro, ao exercer um peso de 3 a 5 toneladas, deixou a sua marca impressa. Em cada uma delas encontra-se perfeitamente visível o rebordo saliente da lama sob a pressão da pata do animal.
A algumas das pegadas foram retirados moldes e depositados na Faculdade de Ciências da Universidade de Lisboa.